# Wilson Miranda
Wilson Antonio Chaves de Miranda (Itápolis, 27 de março de 1940 – São Paulo, 20 de junho de 1986), começou sua carreira no final dos anos 50, como crooner de um conjunto de jazz.
Em 1958, conseguiu gravar o seu primeiro disco pelo selo Chantecler, onde gravou um disco de 78 rpm contendo a música "Piccolissima Serenata" um calypso na versão de Sidney Morais e do outro lado o samba canção "Fui Procurar Distração" composta por Tito Madi. Neste mesmo ano gravou o segundo disco também em 78 RPM contendo as canções "Quando" uma versão de Jayme Gonçalves e "Aquela Maria" composta por Vilma Camargo.
No ano seguinte em janeiro de 1959, gravou outro 78 rpm pela Chantecler contendo as músicas "Veneno" de Poly e Henrique Lobo e no lado B a música "Crepúsculo", versão realizada por Fred Jorge e ainda neste mesmo mês de janeiro gravou outro 78 rpm contendo as músicas "Amor Impossível" de Vilma Camargo e Abilio Pereira de Almeida e "Porta do Barraco" de Vilma Camargo.
Em abril de 1959, gravou outro 78 rpm contendo as músicas "Boite" de Elcio Alvares e Antônio Bruno e "Loucura" composição de Sidney de Morais e Heitor Carrillo. Em julho deste mesmo ano surgia o 78 rpm com as músicas "Moonlight Fiesta" de Poly e Henrique Lobo e do outro lado "Não Sei Porque", uma versão da música "Don´t Ask me Why" composta por Fred Wise e Ben Weisman, cuja versão ficou a cargo de Antenor Alves.
Logo depois gravou juntamente com a Orquestra sob a direção de Elcio Alvarez o 78 rpm contendo "Tu és Veneno" uma versão de Ribeiro Filho e "Twilight Time". Logo em seguida a gravadora Chantecler resolveu lançar o primeiro LP de Wilson Miranda contendo diversas músicas gravadas neste ano como "Boite", "Crepúsculo", "Veneno" e também outras novas como "Ain´t tha a Shame" e "Cinzeiro Amigo", entre outras. Em novembro, Wilson voltou novamente a gravar outro 78 rpm sob a direção de Elcio Alvarez contendo a música do lado A "Longe de Ti" e "Ciumes" composta por Jaime Silva e Neusa Teixeira e um mês dezembro chegava outro 78 rpm pela Chantecler.
Em 1960, conseguiu assinar um contrato com a Rádio Tupi, onde passou a cantar suas músicas de rock-balada, e em abril gravou o 78 rpm contendo as músicas  "Alguém É Sempre Bobo de Alguém" e "Bata Baby"  (de Long Tall Sally de Little Richard), versão de Toni Chaves e D. Fulgêncio que fez um grande sucesso e bastante conhecida até hoje, apesar de não ter sido bem recebido pela crítica a época. Do outro lado tinha a música "Olhos Verdes" uma versão de Aldacir Louro e Linda Rodrigues. Depois em Julho lançou o 78 rpm contendo do lado A a música "Abismo do Amor" uma versão de Waldik Soriano e "Saudade Querida" versão de Tito Madi.
Ainda em 1960, participaria do filme "Conceição", sob a direção do ator Hélio Souto, um espetáculo do gênero crime, policial e suspense e onde Wilson Miranda aparecia cantando a canção "Bata Baby" juntamente com o conjunto "The Rebels". Neste mesmo ano gravou um LP intitulado "Samba e Rocks", contendo 13 músicas versões de sucessos americanos, algumas novas como "Aquele Relógio" e "Ring a Rockin´" e outras regravações como "Bata Baby", entre outras.
Em setembro de 1960, lançou outro 78 rpm contendo as músicas "Só eu Sei" e "Teu Amor é Minha Vida" e em dezembro chegava as lojas o 78 rpm, junto com a orquestra sob a direção de Elcio Alvarez contendo "Teu Carinho" e "Nunca estarás Só" versão de Fred Jorge. Em janeiro de 1961, gravou o "Ninguém Conhece Ninguém" e no mesmo disco a música "Vamos Namorar" que foi a primeira música, uma marcha composta por ele em parceria com Conde.
Em março de 1961, gravou o 78 rpm contendo a música "Alguém é Bobo de Alguém", uma versão de Fred Jorge que fez um grande sucesso e também uma de seus sucesso mais lembrados até hoje. Do outro lado trazia a música "Quem Fala Mente" composta por Cid e Daniel Magalhães. Em julho deste mesmo ao foi a vez de "A Dor do Adeus" e "Quero Beijar-te os Lábios" de Leonel Cruz e M. Silva.
Ainda em 1961, gravou o LP intitulado "Teu Amor é Minha Vida" contendo 12 músicas, contendo algumas regravações como "Alguém é Bobo de Alguém" e "Quero Beijar-te os Lábios" e outras músicas novas como "Teu Amor é Minha Vida", faixa título composição de Lúcio Cardim e Alberto Roy, entre outras. Nos anos seguintes continuou a gravação de outros discos em 78 rpm pelo selo Chantecler até 1964,  
Pela Chantecler, em 1964, gravou o Lp "A Outra Face de Wilson Miranda", com músicas exclusivas da Bossa Nova, apresentando performance mais jazzista e intimista que nivelava aos naipes de Pery Ribeiro e Wilson Simonal, registrando clássicos como "Minha Namorada" de Carlos Lyra e Vinicius de Moraes, "Samba de Verão" de Marcos Valle e Paulo Sérgio Valle, "Você" de Roberto Menescal e Ronaldo Bôscoli, "A Paz de Um Homem Só" de Roberto Menescal e Ronaldo Bôscoli, e outros sucessos, com arranjos de Roberto Menescal e Seu Conjunto.   
Em 1965, gravou o seu segundo LP com músicas da Bossa Nova e outros sambas, com o nome de "Tempo Novo", pela sua nova gravadora RCA Victor, que foi muito bem recebido lhe rendendo muitos prêmios, Dentre as 11 faixas gravadas, estão os sambas "Tempo Feliz" de Baden Powell e Vinícius de Moraes, "Amanhã" de Walter Santos e Tereza Souza, "O Bem Maior" de Geraldo Vandré, o samba-canção "Preciso Aprender a Ser Só" de Marcos Valle e Paulo Sérgio Valle, o samba "Ai que Saudade da Amélia" de Ataulfo Alves e Mario Lago, e outros sucessos, com arranjos e orquestras de Chico Moraes e Erlon Chaves.   
Justamente no ano de 1965, surgiu um grande movimento mesclando música, comportamento e moda com o programa chamado Jovem Guarda que começou a ser exibida pela TV Record, de São Paulo, influenciados pelos movimentos de Rock and Roll dos anos 50 e 60. O programa era comandado por Roberto Carlos, Erasmo Carlos e Wanderléa e contou com a participação de diversos artistas jovens da época, entre os quais Wilson Miranda que cantou diversos de seus sucessos durante o tempo que o programa ficou no ar.  
Em 1968, o programa Jovem Guarda foi encerrado, apesar de o movimento ter se estendido até os meados dos anos 70. Com o fim da Jovem Guarda, Wilson Miranda passou a atuar como produtor de discos de outros artistas famosos como Nelson Gonçalves, Originais do Samba, Célia e Marília Medalha, e nesse tempo quase afastou de sua carreira artística e também por esse tempo praticamente não se preocupou mais em gravar discos, mas a gravadora RCA continuou a lançar outros LPs e compactos, mescladas com regravações antigas e algumas recentes, além de cantadas em outras línguas e também coletâneas de Wilson Miranda.
Nos anos 70 gravou as músicas "No Infinito Azul", "O Voo Solitário" e "Ave" para a adaptação do livro Fernão Capelo Gaivota no LP "Johnathan Gaivota" gravado pelo selo continental e narrado por Moacyr Ramos Calhelha e com participação de Hebe Camargo. Nos anos seguintes deixou a carreira de cantor em segundo plano, atuando como produtor em discos de Nelson Gonçalves, Bendegó, Banda de Pífanos de Caruaru, Originais do Samba, Célia, Vanusa, Marília Medalha, entre outros. 
Somente em 1978, que voltou a gravar, desta vez pelo selo Continental o LP intitulado "Relevo", com um repertório complemente diferente, afastando-se definitivamente da imagem de roqueiro do início de sua carreira, dessa vez com um repertório mais voltado para a Música Popular Brasileira. O LP contem 12 músicas como "Bom Dia Tristeza" de Adorniran Barbosa e Vinícius de Moraes, "Morro Velho" de Milton Nascimento, "Beijo Partido" de Toninho Horta e "Você vai me Seguir" de Chico Buarque e Ruy Guerra, entre outros. Este LP se tornou o último disco gravado por Wilson Miranda. 
Em 1984, lançou um LP compacto, Viviana, em busca do amor, tema da novela da Lucía Méndez exibida no SBT naquele ano, com as faixas «Viviana» e «Calçadas». Sua canção foi o segundo tema de abertura, já que antes era tocado o tema Dreaming Melody, d francês Pierre Porte e Gran Orquestra. 
Morreu em 20 de junho de 1986, aos 46 anos de idade, vítima de uma parada cardíaca, quando dirigia seu carro e estava parado num sinal de trânsito em São Paulo. Deixando esposa e três filhos (Paulo, Marcos, e Carlota), que já eram adultos quando o pai faleceu. Ao velório, foram vários artistas da Jovem Guarda, sendo sepultado Cemitério do Araçá. Nos últimos anos, viveu no bairro do Campo Belo, em São Paulo, com sua família, onde tinha um quarto repleto de discos de ouro e prêmios do período da Jovem Guarda.